# Sosnovka (assentament rural d'Àssovo)
|  | Per a altres significats, vegeu «Sosnovka». |

Sosnovka (en rus: Сосновка) és un poble del krai de Perm, a Rússia, que pertany a l'assentament rural d'Àssovo. El 2010 tenia 23 habitants.